# Чемпіонат УРСР з легкої атлетики 1953
Чемпіонат УРСР з легкої атлетики 1953 року серед дорослих відбувся на початку серпня в Києві на Республіканському стадіоні імені Микити Хрущова.
Киянин Борис Замбримборц переміг у потрійному стрибку з новим республіканським рекордом — 14,61 м.

## Медалісти

### Чоловіки
| Дисципліни                | Золото                                  | Золото     | Срібло                               | Срібло  | Бронза                                | Бронза  |
| ------------------------- | --------------------------------------- | ---------- | ------------------------------------ | ------- | ------------------------------------- | ------- |
| 100 метрів                | Тимофій Шевченко Одеська обл.           | 11,0       | В. Тюрін Київська обл.               | 11,0    | Олександр Полянський Запорізька обл.  | 11,1    |
| 200 метрів                | Тимофій Шевченко Одеська обл.           | 22,4       | Олександр Полянський Запорізька обл. | 22,7    | В. Тюрін Київська обл.                | 22,8    |
| 400 метрів                | Тимофій Шевченко Одеська обл.           | 49,4       | Станіслав Шумилов Харківська обл.    | 50,0    | Семен Панченко Сталінська обл.        | 50,0    |
| 800 метрів                | Станіслав Шумилов Харківська обл.       | 1.54,8     | Степан Донченко Київська обл.        | 1.55,1  | Микола Плотников Київська обл.        | 1.55,6  |
| 1500 метрів               | Микола Плотников Київська обл.          | 3.58,4     | В. Великанов Львівська обл.          | 4.01,4  | Віктор Перепелиця Миколаївська обл.   | 4.02,2  |
| 5000 метрів               | Григорій Басалаєв Дніпропетровська обл. | 14.50,8    | Павло Жарий Харківська обл.          | 14.56,2 | А. Сінцов Київська обл.               | 15.07,4 |
| 10000 метрів              | Григорій Басалаєв Дніпропетровська обл. | 30.58,0    | Павло Жарий Харківська обл.          | 30.58,4 | Анатолій Непомнящий Київська обл.     | 32.10,8 |
| 110 метрів з бар'єрами    | Борис Юшко Київська обл.                | 15,5       | Іван Шулешко Київська обл.           | 15,6    | Валерій Полозов Дніпропетровська обл. | 15,8    |
| 200 метрів з бар'єрами    | Борис Юшко Київська обл.                | 25,9       | Семен Панченко Сталінська обл.       | 26,2    | Юрій Живолович Львівська обл.         | 26,2    |
| 400 метрів з бар'єрами    | Степан Донченко Київська обл.           | 55,3       | Семен Панченко Сталінська обл.       | 55,4    | Л. Нікітін                            | 56,5    |
| 3000 метрів з перешкодами | А. Синцов Київська обл.                 | 9.22,6     | А. Черемних Київська обл.            | 9.25,8  | М. Семеніхін Сталінська обл.          | 9.32,2  |
| 4х100 метрів              | Львівська обл.                          | 43,6       | Київська обл.                        | 43,8    | Сталінська обл.                       | 44,0    |
| 10000 метрів              | Володимир Голубничий Сумська обл.       | 45.29,2    | Володимир Маєвський Київська обл.    | 46.34,8 | В. Абраменко Сталінська обл.          | 46.54,2 |
| Стрибки у висоту          | Віталій Наметченко Харківська обл.      | 1,85 м     | Казимір Домбровський Львівська обл.  | 1,80 м  | В. Бутенко                            | 1,80 м  |
| Стрибки з жердиною        | Володимир Булатов Київська обл.         | 4,10 м     | В. Кардаш Львівська обл.             | 3,90 м  | В. Степанов Харківська обл.           | 3,90 м  |
| Стрибки у довжину         | Володимир Зайцев Київська обл.          | 7,00 м     | Юрій Кутенко Львівська обл.          | 6,88 м  | П. Заворотний Харківська обл.         | 6,75 м  |
| Потрійний стрибок         | Борис Замбримборц Київська обл.         | 14,61 м NR | Володимир Зайцев Київська обл.       | 13,97 м | Георгій Черевишня Полтавська обл.     | 13,49 м |
| Штовхання ядра            | Микола Банченко Київська обл.           | 15,48 м    | В. Баланда                           | 13,91 м | В. Рябченко Одеська обл.              | 13,86 м |
| Метання диска             | Анатолій Михайленко Київська обл.       | 47,44 м    | Анатолій Яковцев Київська обл.       | 46,25 м | Микола Банченко Київська обл.         | 45,47 м |
| Метання молота            | Георгій Дибенко Київська обл.           | 54,71 м    | Микола Редькін Харківська обл.       | 54,09 м | Федір Ткачов Київська обл.            | 52,84 м |
| Метання списа             | Василь Божок Київська обл.              | 62,64 м    | Іван Каптюх Запорізька обл.          | 61,92 м | Юрій Кутенко Львівська обл.           | 60,08 м |

### Жінки
| Дисципліни            | Золото                                | Золото  | Срібло                                | Срібло  | Бронза                                | Бронза  |
| --------------------- | ------------------------------------- | ------- | ------------------------------------- | ------- | ------------------------------------- | ------- |
| 100 метрів            | Галина Безбородова Київська обл.      | 12,8    | К. Логан Львівська обл.               | 12,9    | А. Сухорукова Львівська обл.          | 13,0    |
| 200 метрів            | Лідія Соловйова Сталінська обл.       | 26,7    | В. Удовенко Ворошиловградська обл.    | 27,0    | М. Тітенко Київська обл.              | 27,2    |
| 400 метрів            | Клара Письменна Харківська обл.       | 59,7    | Людмила Лисенко Дніпропетровська обл. | 1.00,5  | Зоя Танцюра Одеська обл.              | 1.00,7  |
| 800 метрів            | Людмила Лисенко Дніпропетровська обл. | 2.18,2  | А. Нікуліна Київська обл.             | 2.18,6  | О. Діогенова Львівська обл.           | 2.20,4  |
| 80 метрів з бар'єрами | Ірина Ковалів Львівська обл.          | 12,2    | Ельвіра Тонкошкурова Львівська обл.   | 12,2    | В. Прожоріна Ворошиловградська обл.   | 12,4    |
| 4х100 метрів          | Київська обл.                         | 50,2    | Львівська обл.                        | 50,6    | Київська обл. ІІ                      | 52,0    |
| Стрибки у висоту      | Людмила Радченко Київська обл.        | 1,53 м  | С. Першина                            | 1,53 м  | Валентина Сердюкова Київська обл.     | 1,53 м  |
| Стрибки у довжину     | М. Іванкіна Харківська обл.           | 5,42 м  | Галина Безбородова Київська обл.      | 5,40 м  | М. Жернова Київська обл.              | 5,29 м  |
| Штовхання ядра        | Віра Гучкова Львівська обл.           | 12,82 м | Воля Смирнова Чернівецька обл.        | 12,61 м | Раїса Близнецова Харківська обл.      | 12,60 м |
| Метання диска         | Людмила Іщенко Одеська обл.           | 40,94 м | Альбіна Рутковська Вінницька обл.     | 40,90 м | Зоя Синицька Київська обл.            | 40,58 м |
| Метання списа         | Ганна Баштакова Київська обл.         | 41,13 м | Валентина Попова Харківська обл.      | 40,45 м | Лідія Навроцька Дніпропетровська обл. | 40,05 м |

## Чемпіонат УРСР з легкоатлетичних багатоборств

### Чоловіки
| Дисципліни    | Золото                      | Золото    | Срібло | Срібло | Бронза | Бронза |
| ------------- | --------------------------- | --------- | ------ | ------ | ------ | ------ |
| Десятиборство | Юрій Кутенко Львівська обл. | 6705 очок |        |        |        |        |

### Жінки
| Дисципліни   | Золото                              | Золото    | Срібло | Срібло | Бронза | Бронза |
| ------------ | ----------------------------------- | --------- | ------ | ------ | ------ | ------ |
| П'ятиборство | Ельвіра Тонкошкурова Львівська обл. | 3425 очок |        |        |        |        |